# William Goldie
William Glover „Billy“ Goldie (* 22. Januar 1878 in Hurlford; † 3. Februar 1952 ebenda) war ein schottischer Fußballspieler. Der linke Außenläufer gewann mit dem FC Liverpool im Jahr 1901 die erste englische Meisterschaft in der Vereinsgeschichte.

## Sportlicher Werdegang
Goldie wurde in der Nähe von Kilmarnock in Hurlford geboren. Dort interessierte er sich für den Fußball in einer Gegend, die einige Talente wie beispielsweise Tommy Hynds und Sandy Turnbull – und bei Liverpool selbst sein Bruder Archie sowie Billy Dunlop – hervorbrachte und für das gepflegte schottische Spiel stand. Nach ersten Erfahrungen beim ortsansässigen Klub in Hulford an schloss er sich 1897 zunächst dem Erstligisten FC Clyde an, bevor er bereits im November desselben Jahrs nach England in die ebenfalls höchste Spielklasse zum FC Liverpool wechselte. Dort hatte bereits sein bereits erwähnter Bruder Archie gut zwei Jahre zuvor angeheuert.
Als zweikampfstarker linker Außenläufer eroberte er sich in der Saison 1898/99 einen Stammplatz und war für die folgenden fünf Jahre eine feste Konstante im Spiel des FC Liverpool. In den drei Spielzeiten zwischen 1900/01 und 1902/03 verpasste er nicht ein einziges Ligaspiel und vom 23. Dezember 1899 an absolvierte eine Serie von 129 Partien ohne Unterbrechung. Höhepunkt seiner sportlichen Laufbahn war der Gewinn der englischen Meisterschaft im Jahr 1901. Zwei Jahre später war er jedoch im Zentrum eines handfesten Skandals, nachdem er – wie auch seine Mannschaftskameraden John Glover und Sam Raybould – ein finanziell lukratives Wechselangebot des FC Portsmouth angenommen hatte. Portsmouth spielte in der konkurrierenden Southern League und diese war im Gegensatz zur Football League strikt gegen die Professionalisierung eingestellt. Durch die Verpflichtung der drei Liverpooler Spieler versuchte der FC Portsmouth Regelungslücken bei Transfers zwischen den unterschiedlichen Ligen auszunutzen, aber der Vorgang wurde als illegal eingestuft. Goldie wurde im Nachgang bis Ende 1903 gesperrt und es blieb ihm lebenslang untersagt, nach Portsmouth zu wechseln – der Legende nach beschäftigte der Disziplinarausschuss des englischen Fußballverbands während der Verhandlungen einen Übersetzer, der Goldies starken schottischen Akzent verständlicher machte. Nach Ablauf der Sperre schloss sich Goldie im Januar 1904 mit dem FC Fulham dann doch einem Verein der Southern League an.
In den mehr als vier Jahren für die „Cottagers“ gewann Goldie 1906 und 1907 jeweils die Meisterschaft in der Southern League. Als der FC Fulham zur Saison 1907/08 erstmals am Zweitligawettbewerb der Football League teilnahm, steuerte Goldie mit 36 Ligaeinsätzen erheblich zum Achtungserfolg auf dem vierten Rang bei. Während seiner Zeit in Fulham lief er auch gelegentlich an der Seite seines fast zwölf Jahre jüngeren Bruders Jack auf. Nach drei weiteren Jahren bis 1911 für Leicester Fosse (darunter in der Saison 1908/09 sogar in der ersten Liga), beendete er seine Profikarriere. Er betrieb fortan eine Gaststätte und half beizeiten beim Amateurklub Leicester Imperial aus. Im Februar 1952 verstarb Goldie in seiner schottischen Heimat im Alter von 74 Jahren.

## Titel/Auszeichnungen
- Englischer Fußballmeister (1): 1901